# Kabinett Ardern II

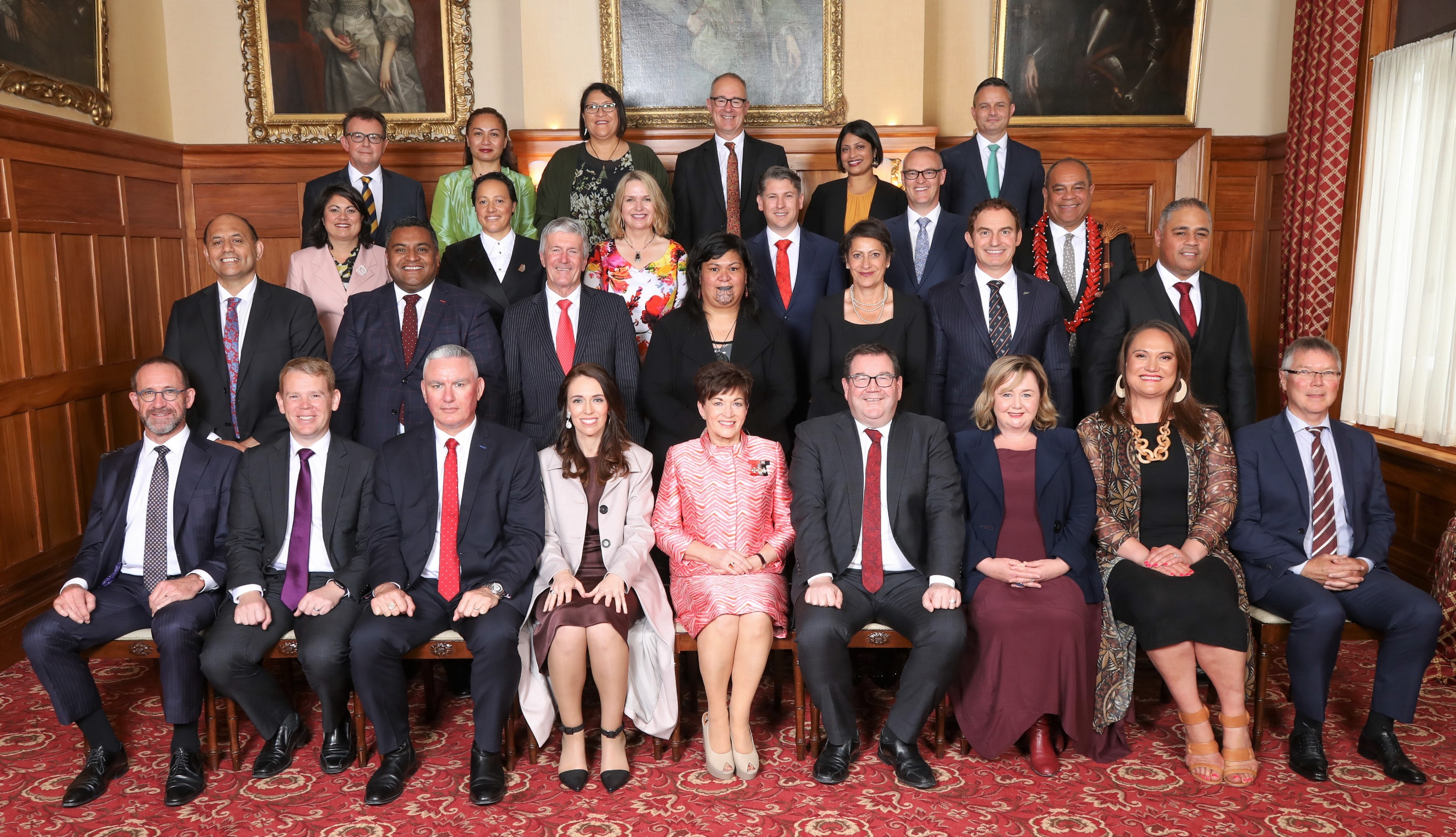
Ministerpräsidentin Ardern (1. Reihe, vierte von links) und die Minister am 6. November 2020

Das Kabinett Ardern II war vom 6. November 2020 bis zum 25. Januar 2023 die Regierung von Neuseeland.

## Kabinettsmitglieder
Jacinda Ardern ließ am 2. November 2020 die Liste ihrer Kabinettsmitglieder veröffentlichen. Die Premierministerin bezeichnete das Kabinett als „unglaublich vielfältig“. Acht von 20 sind Frauen, fünf sind Māori, drei Pazifische Insulaner und drei gehören zur LGBT-Community. Sie sind seit dem 6. November 2020 im Amt. Die erste Frau an der Spitze des Außenministeriums wurde Nanaia Mahuta. Bei der Parlamentswahl am 17. September 2020 hatte die New Zealand Labour Party die absolute Mehrheit errungen, was Ardern die Bildung einer Regierung ohne Beteiligung anderer Parteien ermöglichte. Ardern schloss jedoch ein Kooperationsabkommen mit der Green Party of Aotearoa New Zealand, um die Zusammenarbeit aus dem Vorgängerkabinett fortzusetzen; sie vermied dabei, von einer Koalition zu sprechen. Außerhalb des Kabinetts bleibt James Shaw Klimaschutz-Minister, Marama Davidson erhielt das Familienministerium.
Mit der Vereidigung von Chris Hipkins als neuer Premierminister, endete auch die Regierung von Jacinda Ardern, was eine Kabinettsumbildung nötig machte, siehe Kabinett der Regierung Chris Hipkins.

## Regierungsmitglieder
| P                                   | Amtsinhaber/in | Amtsinhaber/in         | Partei      | Ministeramt | Amtszeit (von ... bis)                                        | Amtszeit (von ... bis)                                                   |
| ----------------------------------- | -------------- | ---------------------- | ----------- | --- | ------------------------------------------------------------- | ------------------------------------------------------------------------ |
| Kabinettsmitglieder                 |                |                        |             | |                                                               |                                                                          |
| 01                                  |                | Jacinda Ardern         | Labour      | Prime Minister Minister for Child Poverty Reduction Minister for National Security and Intelligence Minister Responsible for Ministerial Services Associate Minister Arts, Culture and Heritage | 6. November 2020                                              | 25. Januar 2023                                                          |
| 02                                  |                | Grant Robertson        | Labour      | Deputy Prime Minister Minister of Finance Minister for Infrastructure Minister for Sport and Recreation Minister for Racing | 6. November 2020                                              | 25. Januar 2023 14. Juni 2022                                            |
| 03                                  |                | Kelvin Davis           | Labour      | Minister for Children Minister of Corrections Minister for Māori Crown Relations: Te Arawhiti Associate Minister of Education (Māori Education) | 6. November 2020                                              | 25. Januar 2023                                                          |
| 04                                  |                | Megan Woods            | Labour      | Minister for Research, Science and Innovation Minister for Energy and Resources Minister for Housing Associate Minister for Finance Minister for Building and Construction | 6. November 2020 14. Juni 2022                                | 14. Juni 2022 25. Januar 2023                                            |
| 05                                  |                | Chris Hipkins          | Labour      | Minister of Education Minister for the Public Service Minister for COVID-19 Response Minister for Police | 6. November 2020 14. Juni 2022                                | 25. Januar 2023 14. Juni 2022 25. Januar 2023                            |
| 06                                  |                | Carmel Sepuloni        | Labour      | Minister for Disability Issues Minister for ACC Minister for Social Development and Employment Minister for Arts, Culture and Heritage | 6. November 2020                                              | 14. Juni 2022 25. Januar 2023                                            |
| 07                                  |                | Andrew Little          | Labour      | Minister for Health Minister Responsible for the GCSB Minister Responsible for the NZSIS Minister for Treaty of Waitangi Negotiations Minister Responsible for Pike River Re-entry Lead Coordination Minister for the Government’s Response to the Royal Commission’s Report into the Terrorist Attack on the Christchurch Mosques | 6. November 2020 10. Dezember 2020                            | 25. Januar 2023                                                          |
| 08                                  |                | David Parker           | Labour      | Attorney-General Minister for the Environment Minister for Oceans and Fisheries Minister of Revenue Associate Minister of Finance | 6. November 2020                                              | 25. Januar 2023                                                          |
| 09                                  |                | Nanaia Mahuta          | Labour      | Minister of Foreign Affairs Minister of Local Government Associate Minister for Māori Development | 6. November 2020                                              | 25. Januar 2023                                                          |
| 10                                  |                | Poto Williams          | Labour      | Minister for Building and Construction Minister of Police Associate Minister of Housing (Public Housing) Associate Minister for Children Minister of Conservation Minister for Disability Issues | 6. November 2020 14. Juni 2022                                | 14. Juni 2022 25. Januar 2023                                            |
| 11                                  |                | Damien O’Connor        | Labour      | Minister of Agriculture Minister for Biosecurity Minister for Land Information Minister of Rural Communities Minister for Trade and Export Growth | 6. November 2020                                              | 25. Januar 2023                                                          |
| 12                                  |                | Stuart Nash            | Labour      | Minister for Economic and Regional Development Minister of Forestry Minister for Small Business Minister of Tourism | 6. November 2020                                              | 25. Januar 2023                                                          |
| 13                                  |                | Kris Faafoi            | Labour      | Minister of Justice Minister for Broadcasting and Media Minister of Immigration Acting Minister of Emergency Management | 6. November 2020 6. April 2021                                | 14. Juni 2022 1. September 2022                                          |
| 14                                  |                | Peeni Henare           | Labour      | Minister of Defence Minister for Whānau Ora Associate Minister of Health (Māori Health) Associate Minister of Housing (Māori Housing) Associate Minister of Tourism | 6. November 2020                                              | 25. Januar 2023                                                          |
| 15                                  |                | Willie Jackson         | Labour      | Minister for Māori Development Associate Minister for ACC Associate Minister of Justice | 6. November 2020                                              | 25. Januar 2023                                                          |
| 16                                  |                | Jan Tinetti            | Labour      | Minister of Internal Affairs Minister for Women Associate Minister of Education (School Operations) | 6. November 2020                                              | 25. Januar 2023                                                          |
| 17                                  |                | Michael Wood           | Labour      | Minister of Transport Minister for Workplace Relations and Safety Deputy Leader of the House Minister of Immigration | 6. November 2020 14. Juni 2022                                | 25. Januar 2023 14. Juni 2022 25. Januar 2023                            |
| 18                                  |                | Kiri Allan             | Labour      | Minister of Conservation Minister for Emergency Management Associate Minister for Arts, Culture and Heritage Associate Minister for the Environment Minister of Justice Associate Minister of Finance | 6. November 2020 14. Juni 2022                                | 14. Juni 2022 25. Januar 2023                                            |
| 19                                  |                | David Clark            | Labour      | Minister of Commerce and Consumer Affairs Minister for the Digital Economy and Communications Minister for State Owned Enterprises Minister of Statistics Minister Responsible for the Earthquake Commission | 6. November 2020                                              | 25. Januar 2023                                                          |
| 20                                  |                | Ayesha Verrall         | Labour      | Minister for Food Safety Associate Minister for Research, Science and Innovation Minister for Seniors Associate Minister for Health Acting Minister for Conservation Associate Minister for COVID-19 Response Minister for COVID-19 Response Minister for Research, Science and Innovation                                         | 6. November 2020 6. April 2021 26. Februar 2022 14. Juni 2022 | 14. Juni 2022 25. Januar 2023 5. Juli 2021 14. Juni 2022 25. Januar 2023 |
| Minister außerhalb des Kabinetts    |                |                        |             | |                                                               |                                                                          |
| 01                                  |                | Aupito William Sio     | Labour      | Minister for Courts Minister for Pacific Peoples Associate Minister of Education (Pacific Peoples) Associate Minister of Foreign Affairs Associate Minister of Health (Pacific Peoples) Associate Minister of Justice | 6. November 2020                                              | 25. Januar 2023                                                          |
| 02                                  |                | Meka Whaitiri          | Labour      | Minister of Customs Minister for Veterans Associate Minister of Agriculture (Animal Welfare) Associate Minister of Statistics Minister of Statistics | 6. November 2020 14. Juni 2022                                | 25. Januar 2023                                                          |
| 03                                  |                | Phil Twyford           | Labour      | Minister for Disarmament and Arms Control Minister of State for Trade and Export Growth Associate Minister for the Environment Associate Minister of Immigration | 6. November 2020                                              | 25. Januar 2023                                                          |
| 04                                  |                | Priyanca Radhakrishnan | Labour      | Minister for Youth Minister for the Community and Voluntary Sector Minister for Diversity, Inclusion and Ethnic Communities Associate Minister for Social Development and Employment Associate Minister for Workplace Relations and Safety                                                                                         | 6. November 2020 14. Juni 2022                                | 25. Januar 2023                                                          |
| 05                                  |                | Kieran McAnulty        | Labour      | Minister for Emergency Management Minister for Racing Associate Minister for Local Government Associate Minister for Transport | 14. Juni 2022                                                 | 25. Januar 2023                                                          |
| Minister der unterstützenden Partei |                |                        |             | |                                                               |                                                                          |
| 01                                  |                | Marama Davidson        | Green Party | Minister for the Prevention of Family and Sexual Violence Associate Minister of Housing (Homelessness) | 6. November 2020                                              | 25. Januar 2023                                                          |
| 02                                  |                | James Shaw             | Green Party | Minister for Climate Change Associate Minister for Environment (Biodiversity)t | 6. November 2020                                              | 25. Januar 2023                                                          |
| Parlamentarische Staatssekretäre    |                |                        |             | |                                                               |                                                                          |
| 01                                  |                | Rino Tirikatene        | Labour      | Parliamentary Under-Secretary für den – Minister for Oceans and Fisheries – Minister for Trade and Export Growth (Māori Trade) | 6. November 2020                                              | 25. Januar 2023                                                          |
| 02                                  |                | Deborah Russell        | Labour      | Parliamentary Under-Secretary für den – Minister of Revenue | 6. November 2020                                              | 25. Januar 2023                                                          |

Quellen: Department of the Prime Minister and Cabinet